# Вооружённые силы Сальвадора
Вооружённые силы Сальвадора (исп. Fuerza Armada de El Salvador) были созданы в 1840 году после выхода из Центральноамериканской федерации и состоят из трёх родов войск:
- сухопутные войска (с 1840 года);
- военно-морские силы (с 1952 года, на основе созданной в 1842 береговой охраны);
- военно-воздушные силы (созданы 30 марта 1923 года)
- в период с 1914 по 1992 год в состав вооруженных сил страны входили также подразделения Национальной гвардии (созданной в 1912 году и распущенной 16 января 1992 года).

## История

### XIX век
В период своего становления (1820-е годы), вооружённые силы Сальвадора состояли из нескольких размещённых в городах отрядов лёгкой кавалерии, которые выполняли не только военные, но и полицейские функции (поддержание порядка, сбор налогов, подавление восстаний…). Военное обучение солдат начал генерал Мануэль Хосе Арсе, в результате в 1824—1850 годы были созданы первые регулярные пехотные части, отдельные эскадроны драгун и артиллерия.
В 1850-1860-е годы складывается профессиональный офицерский корпус (практически исключительно из креолов), при помощи французской военной миссии была открыта офицерская школа (Escuela Militar Capitan General Gerardo Barrios), впоследствии преобразованная в Военную Академию.
В 1890—1894 были открыты военный госпиталь и школа подготовки сержантов (Escuela de Suboficiales), изменилась униформа (в 1890е годы офицеры получили каски "пикельхельм" из чёрной лакированной кожи).

### 1900—1979
В 1900-е годы была проведена военная реформа, создан генеральный штаб (Estado Mayor), в 1911 году сформирована призывная система комплектования армии.
В 1923 году на Вашингтонской конференции правительствами стран Центральной Америки были подписаны «Договор о мире и дружбе» с США и «Конвенция о сокращении вооружений», в соответствии с конвенцией максимальный размер армии Сальвадора был установлен в 4,2 тыс. человек, а для подготовки её личного состава было разрешено использовать иностранных военных советников (в 1932 году договор был денонсирован Сальвадором).
17 июня 1925 года большинством стран мира был подписан Женевский протокол о запрещении применения на войне удушливых, ядовитых или других подобных газов и бактериологических средств. Сальвадор подписал протокол, но не ратифицировал его, тем самым оставив за собой право на разработку и использование подобного оружия до 28 февраля 2008 года.
В 1901—1957 годы вопросами организации, обучения и управления армией занималась чилийская военная миссия. Военное сотрудничество c США началось в 1930-е годы (поставки вооружения и авиатехники) и значительно усилилось после окончания Второй мировой войны.
В 1925 году была заказана и в 1927 - закуплена партия пистолетов Browning M1903.
В начале 1930-х годов на вооружение поступили пистолеты-пулемёты — партия Steyr-Solothurn S1-100, в 1932 году было дополнительно закуплено 47 шт. пулемётов Solothurn S2-200 (под патрон 7×57 мм).
2 февраля 1942 года было подписано соглашение о предоставлении Сальвадору военной помощи из США по программе ленд-лиза.
В условиях начавшейся «холодной войны» 6 мая 1946 года президент США Гарри Трумэн в послании конгрессу «Межамериканское военное сотрудничество» объявил о намерении «провести стандартизацию вооружения и военного обучения в западном полушарии под единым руководством США». После подписания в 1947 году в Рио-де-Жанейро Межамериканского договора о взаимной помощи военное сотрудничество с США активизировалось, в военной школе США в зоне Панамского канала началась подготовка военнослужащих Сальвадора.  
В 1953 году численность вооружённых сил составляла 3 тыс. человек в составе 5 «территориальных дивизий» неполного штата. Боевое развертывание всех существующих воинских частей (15 пехотных, 1 кавалерийский и 1 артиллерийский полк) было предусмотрено только с началом мобилизации.
В октябре 1960 года группа армейских офицеров совершила военный переворот (в результате которого президент Х. Лемус был отстранён от власти и покинул страну), но 25 января 1961 года произошёл новый военный переворот (в результате которого к власти пришла военно-гражданская директория). В 1962 году Сальвадор совместно с другими государствами Центральной Америки вошел в Центральноамериканский совет обороны.
В 1963 году США передали Сальвадору по программе военной помощи (Military Assistance Program) 156 шт. карабинов M1 и M2.
В начале июня 1967 года два военных грузовика сальвадорской армии были захвачены пограничниками Гондураса, что привело к ухудшению отношений между Сальвадором и Гондурасом.
25 марта 1968 года в вооружённых силах был создан викариат.
Победа на президентских выборах 1972 года, сопровождавшихся многочисленными нарушениями, представителя консерваторов полковника Артуро Армандо Молина вызвала острый политический кризис и попытку вооружённого переворота, предпринятую 25 февраля 1972 года группой молодых офицеров. Бои в столице продолжались 18 часов.
В 1972—1979 годы 81 % импортного вооружения было поставлено из Израиля: 49 самолётов — в том числе, 18 реактивных истребителей «Мистер» (первые реактивные боевые самолёты среди стран Центральной Америки), транспортные самолёты «Арава-201», автоматы Galil, 200 шт. пистолет-пулемётов UZI и боеприпасы, снаряженные напалмом авиабомбы, артиллерийские орудия и патрульные катера. Кроме того, в 1970-е годы, некоторое количество вооружения и военного снаряжения было приобретено в Бразилии и ФРГ.
В 1974 году численность вооружённых сил составляла 4,5 тыс. военнослужащих сухопутных войск, 1 тыс. служили в ВВС и 200 человек — в ВМС.
14 июля 1976 года в ходе демаркации линии границы между Сальвадором и Гондурасом начались столкновения, конфликт был урегулирован только 22 июля 1976 года.
По состоянию на 1978 год, численность армии Сальвадора составляла свыше 7 тыс. военнослужащих (ещё около 3000 человек служили в иных военизированных формированиях). Сухопутные силы состояли из трёх пехотных бригад, 1 кавалерийского эскадрона, 1 парашютно-десантной роты, двух рот «коммандос», одной артиллерийской бригады и одного зенитного дивизиона. В составе ВВС было 40 боевых, транспортных и учебных самолётов, ВМС состояли из 130 человек и четырёх патрульных катеров.

## Вооружённые силы Сальвадора в период гражданской войны 1979—1992
В период гражданской войны 1979—1992 года США помогали правящему режиму с борьбе партизанским движением, оказывали значительную организационную, финансовую, материальную и военную помощь. В середине 1979 года на военных базах США в зоне Панамского канала началась переподготовка офицеров сальвадорской армии (здесь их учили методам подавления массовых беспорядков, тактике антипартизанских действий, обращению с новой американской военной техникой). В 1980-е гг. армейские офицеры проходили обучение в «Школе Америк» («School of the Americas» на военной базе в Форт-Гулик), а полицейские и национальные гвардейцы — в «Межамериканской полицейской академии».
Кроме того, в 1983—1984 до 3500 военнослужащих и сотрудников сил безопасности под руководством американских военных советников прошли курс подготовки в учебном центре RMTC (Regional Military Training Center) в Пуэрто-Кастилла, на территории Гондураса. Однако в сентябре 1984 г. обучение было прекращено, а в июне 1985 г. центр был закрыт по требованию правительства Гондураса, обеспокоенного подготовкой войск для страны, ещё недавно являвшейся военным противником, при сохранении нерешённых вопросов по демаркации границы.
Дополнительно США предоставляли вооружение и военное снаряжение для переформирования правительственных войск. Только в январе 1980 года США направили в Сальвадор вертолёты, стрелковое оружие, боеприпасы и броневики стоимостью 5 млн долларов, а в апреле 1980 года, по программе военной помощи — дополнительное вооружение стоимостью 5,7 млн долларов. Среди номенклатуры поставок — 25 самолётов-разведчиков O-2, два тяжеловооружённых самолёта поддержки сухопутных подразделений AC-47; 16 лёгких штурмовиков A-37B, транспортные самолёты (три C-123K и двенадцать C-47), вертолёты UH-1 Bell и Hughes 500, 36 105-мм гаубиц M102, зажигательные бомбы и ракеты, противопехотные мины «клеймор», фосфорные гранаты, средства связи и радиотехника, слезоточивый газ, противогазы и пуленепробиваемые жилеты.
В целом, только в 1982—1991 годы США предоставили Сальвадору 33 274 автоматов М-16, 3120 40-мм гранатомётов, 267 тыс. ручных гранат.
По другим данным, в 1980—1993 годы США поставили в Сальвадор 225 шт. пистолетов «кольт» .45 калибра, 32 374 автоматов M-16A1, 189 снайперских винтовок M1D, 1413 подствольных гранатомётов M203, 1704 гранатомётов M79, 1007 шт. зажигательных ручных гранат M14 и 266 420 шт. осколочных ручных гранат M67.
Кроме того, в 1981—1992 из США были получены 379 безоткатных орудий M-67, 791 гранатомёт M72 LAW, 1142 пулемётов M60 и более 100 пулемётов M60D; ещё 50 шт. безоткатных орудий M40A1 было закуплено в Испании и Израиле.
В результате в 1981—1988 годы численность вооружённых сил Сальвадора возросла с 25 тыс. до 57 тыс. военнослужащих (в том числе, численность офицерского корпуса возросла с 600 до 1600 чел.), полицейские силы увеличились с 10 тыс. до 12 тыс. (4,2 тыс. бойцов Национальной гвардии, до 6 тыс. сотрудников городской полиции, до 2,4 тыс. сотрудников сельской и таможенной полиции).
Уровень подготовки подразделений был неодинаков, наиболее подготовленными и боеспособными считались:
- пять аэромобильных батальонов «быстрого реагирования» (Los Batallones de Infantería de Reacción Inmediata) по 600 военнослужащих: «Атлакатль», «Рамон Бельосо», «Атональ», «Арсе» и «General Eusebio Bracamonte»[33], находившиеся в прямом подчинении генерального штаба.
- парашютно-десантный батальон
- 20 батальонов лёгкой пехоты «El Cazador Batallones» («охотники») по 350 военнослужащих, в каждой армейской бригаде было сформировано по три таких батальона.
- «подразделения дальней разведки» общевойсковых частей (Patrulla de Reconocimiento de Alcance Largo) — по одной роте PRAL было сформировано в каждой армейской бригаде, ещё одна — в составе ВВС.
- батальон морской пехоты — создан в 1985 году, в 1988 году в нем насчитывалось до 600 военнослужащих. После окончания гражданской войны численность подразделения морской пехоты была уменьшена до 160 человек.
- подразделение коммандос ВМС — созданное в августе 1982 года в виде отряда PRAL из 60 человек, к середине 1985 г. оно было переформировано в «батальон морских коммандос» и насчитывало около 330 бойцов в составе: «роты охраны военно-морской базы» (Compania de Seguridad — из 90 чел.), «роты коммандос Пиранья» (Compania Pirana), «роты коммандос Барракуда» (Compania Barracuda) и «группы боевых пловцов-коммандос» «Hacha» (12 чел.).
- рота COPARU (Compañía de Operaciones Antiterroristas para Areas Rurales y Urbanas — «рота для проведения антитеррористических операций в городах и сельской местности») Национальной гвардии.
- батальон «Рональд Рейган» в департаменте Морасан.

Личный состав армейских и полицейских подразделений участвовал в многочисленных случаях репрессий в отношении мирного населения (таких, как массовое убийство в деревне Эль-Мозоте).

## Бронетехника армии Сальвадора
После окончания войны с Гондурасом в 1969 году, вследствие эмбарго на поставки вооружения и военной техники, которое действовало в 1970—1979 годы, дальнейшее приобретение бронемашин за рубежом было осложнено (тем не менее, в 1975 году удалось закупить 12 немецких бронетранспортеров UR-416, а позднее, в 1976 году — 12 французских бронеавтомобилей AML-90 «Панар»).
После начала гражданской войны потребность правительственных войск в бронетехнике только усилилась, были предприняты попытки обойти эмбарго. Так, в 1978—1979 годы по линии министерства сельского хозяйства в США под видом «тягачей» были закуплены 27 бронетранспортеров M114 (перекрашенные и со снятым вооружением). После отгрузки в Сальвадоре, на 23 машины установили дополнительное бронирование и передали в подразделения, а 4 разукомплектовали на запчасти.
Однако «настоящей» бронетехники по-прежнему не хватало, и потому было принято решение о самостоятельном производстве бронемашин. В результате, в 1978—1985 годы в стране было выпущено свыше 130, или даже около 150 бронемашин: несколько серийных (например, 66 бронеавтомобилей «Cashuat» на базе тяжёлых джипов «додж» М37B1, 20 броневиков «Astroboy» на базе пикапа Ford F250 и 14 бронемашин «Mazinger» на базе 7-тонных грузовиков Magirus-Deutz «Júpiter» 178 D15A), а также многочисленные машины полукустарной сборки — в основном, на шасси грузовиков («Magirus», MAN 630 L-2AE, 2-тонных «Unimog», 2,5-тонных M35, 5-тонных «Ford» и «General Motors»), ещё несколько были изготовлены на шасси джипов (CJ-8, «Cherokee Chief» и др.).
Кроме того, некоторое количество бронированных автомашин было изготовлено частными владельцами:
- так, несколько бронированных автомашин было изготовлено по заказу владельца сахарных и кофейных плантаций Jose Acevedo. Впоследствии, одну бронемашину на базе «Jeep Wagoneer» он вывез в США[37]

## Вооружённые силы Сальвадора после 1992 года
После окончания гражданской войны в 1992 году началась демобилизация. Вооружённые силы страны были сокращены почти вдвое, с 63 тыс. до 32 тыс. человек. С 1999 года общая численность вооружённых сил составляет около 16-17 тыс. человек:
- Сухопутные войска: около 15 тыс. личного состава
- ВВС: 1,6 тысяч личного состава, 21 самолёт, 18 вертолётов
- ВМС: 1,1 тысяч личного состава, 5 патрульных судов
- Полиция: 12 тысяч человек[38]

27 января 1997 года Сальвадор присоединился к Конвенции о запрете противопехотных мин.
Военнослужащие Сальвадора принимали участие в миротворческих операциях ООН в Западной Сахаре (пять человек), Кот-д’Ивуаре (три человека), Либерии (два человека), Судане (четыре человека) и Ливане (52 человека, один солдат погиб при исполнении служебных обязанностей).
С 2003 до 23 января 2009 года в Ираке находился контингент численностью 380 военнослужащих, которые принимали участие в охране мест постоянной дислокации сил коалиции и сопровождении транспортных колонн. В общей сложности (с учетом 11 ротаций личного состава), в 2003—2009 годы через Ирак прошли до 3400 военнослужащих.
Армейские подразделения (Comando Zeus и Comando Sumpul) привлекаются для помощи полиции и пограничной охране в патрулировании приграничных районов, борьбе с контрабандой и организованной преступностью.
В 2011-2014 Сальвадор принимал участие в войне в Афганистане: в марте 2011 в страну был отправлен контингент численностью 22 военнослужащих, к началу 2012 года численность сальвадорского контингента была увеличена до 24 военнослужащих, по состоянию на 8 октября 2012 года численность контингента составляла 25 военнослужащих, к 1 августа 2013 года была уменьшена до 24 военнослужащих. 20 мая 2014 последние 13 военнослужащих Сальвадора покинули Афганистан.
В марте 2006 года министр обороны обратился к Израилю с просьбой оказать помощь в реформировании армии (в том числе, по программе повышения квалификации офицеров и подготовки резервистов).
В апреле 2006 года из США было получено 500 шт. автоматических карабинов Colt M4, в 2008 году — закуплена ещё одна партия автоматических карабинов Colt M4.
Кроме того, по программе «Counterterrorism Fellowship Program» министерство обороны США израсходовало 90 тыс. долларов США на обучение военнослужащих Сальвадора.
В декабре 2008 года правительство Сальвадора подписало Конвенцию о отказе от использования кассетных боеприпасов.
В 2011 году по программе военной помощи из США было получено 7 быстроходных катеров (общей стоимостью 5,5 млн долларов); 37 автомашин для армии (31 джип «Ford Ranger Double Cab» и 6 джипов «Ford Ranger Single Cab») и 47 автомашин для полиции.
В 2015 - 2023 гг. вооружённые силы Сальвадора участвовали в операции ООН в Мали (MINUSMA). В целом, во всех операциях ООН погибли 5 военнослужащих Сальвадора.
Личный состав армии комплектуется по призыву, призывной возраст — 18 лет, срок службы — 1 год. Военные расходы составляют около 1 % ВВП.

## Дополнительная информация
- Профессиональным праздником военнослужащих армии Сальвадора является «День Солдата» (7 мая)
- В Сан-Сальвадоре находится военно-исторический музей армии Сальвадора.